# 暫時性滑膜炎
髖關節暫時性滑膜炎，又称为毒性滑膜炎，是髋关节滑膜的自癒性發炎反應 。症状通常包括腹股沟疼痛、跛行或痛到不能走 。症状通常会持续数天，一般不会发烧。疼痛通常仅在臀部剧烈运动时出现。孩子总体健康狀態還不错。
确切原因尚不清楚。近期有病毒感染（如上呼吸道感染後）或近期受伤都被視為可能的诱因 。诊断需要排除其他疾病。血液检查可能發現轻微發炎。超音波檢查可能發現髋部關節積液，有時需要關節抽吸以排除感染。
治疗使用非類固醇類消炎藥和限制负重。病情通常会在两天内改善，并在两周内完全消失。复发率高达25%。
暂时性滑膜炎，可能有 3% 的兒童在此階段的某個时间發生。最常发生在 3到10 岁间，是這個年龄層中最常见的髋部疼痛原因 。其他年龄層較少發生。男孩患病率是女孩的两倍。

## 延伸閱讀
- Leet AI, Skaggs DL. . Am Fam Physician. Feb 2000, 61 (4): 1011–8  [2024-11-01]. PMID 10706154. （原始内容存档于2008-05-14）.: 一算圖文並茂的免費全文，重點在介紹兒童急性跛行的臨床檢查。